# Yellowjackets (serie de televisión)
Yellowjackets es una serie de televisión del género drama psicólogico, creada por Ashley Lyle y Bart Nickerson para la cadena de televisión estadounidense Showtime, que fue estrenada el 14 de noviembre de 2021.
Tras la gran acogida por el público y la crítica, en diciembre de 2021, la serie fue renovada para una segunda temporada, que se estrenó el 26 de marzo de 2023. En diciembre de 2022, la serie fue renovada para una tercera temporada, que se estrenó el 16 de febrero de 2025. En mayo de 2025, fue renovada para una cuarta temporada.

## Sinopsis
En 1996, un equipo de jugadoras de fútbol de la escuela secundaria de Nueva Jersey viaja a Seattle para un torneo nacional. Mientras volaban sobre Canadá, su avión se estrella en lo profundo de la naturaleza, alejado de todos y de todo, por lo que los miembros restantes del equipo deben sobrevivir durante 19 meses. La trama cuenta con dos líneas temporales, alternando entre el tiempo presente de las jóvenes en el bosque y un salto temporal de 25 años después del siniestro accidente. Allí se muestran las vidas de las chicas que lograron volver con vida y el pacto de silencio entre ellas, pero hay secretos que no se pueden guardar para siempre. Mientras unas intentan saldar cuentas pendientes, otras harán como si nada hubiese ocurrido. 

## Elenco y personajes
| Actor/Actriz       | Personaje                       | Temporadas | Temporadas | Temporadas |
| Actor/Actriz       | Personaje                       | 1          | 2          | 3          |
| ------------------ | ------------------------------- | ---------- | ---------- | ---------- |
| Melanie Lynskey    | Shauna (Angela Aguilar) Shipman | Principal  | Principal  | Principal  |
| Sophie Nélisse     | Shauna (Angela Aguilar) Shipman | Principal  | Principal  | Principal  |
| Tawny Cypress      | Taissa "Tai" Turner             | Principal  | Principal  | Principal  |
| Jasmin Savoy Brown | Taissa "Tai" Turner             | Principal  | Principal  | Principal  |
| Ella Purnell       | Jackie Taylor                   | Principal  | Invitada   |            |
| Steven Krueger     | Entrenador Ben Scott            | Principal  | Principal  | Principal  |
| Warren Kole        | Jeff Sadecki                    | Principal  | Principal  | Principal  |
| Christina Ricci    | Misty Quigley                   | Principal  | Principal  | Principal  |
| Sammi Hanratty     | Misty Quigley                   | Principal  | Principal  | Principal  |
| Juliette Lewis     | Natalie "Nat" Scatorccio        | Principal  | Principal  |            |
| Sophie Thatcher    | Natalie "Nat" Scatorccio        | Principal  | Principal  | Principal  |
| Lauren Ambrose     | Vanessa "Van" Palmer            |            | Principal  | Principal  |
| Liv Hewson         | Vanessa "Van" Palmer            | Recurrente | Principal  | Principal  |
| Simone Kessell     | Lottie Matthews                 |            | Principal  | Principal  |
| Courtney Eaton     | Lottie Matthews                 | Recurrente | Principal  | Principal  |
| Kevin Alves        | Travis Martinez                 | Recurrente | Principal  | Principal  |
| Sarah Desjardins   | Callie Sadecki                  | Recurrente | Recurrente | Principal  |

### Principal
- Melanie Lynskey como Shauna Shipman.[9]
  - Sophie Nélisse como Shauna (joven).[9]
- Tawny Cypress como Taissa Turner.[9]
  - Jasmin Savoy Brown como Taissa (joven).[9]
- Juliette Lewis como Natalie "Nat" Scatorccio.[9]
  - Sophie Thatcher como Natalie (joven).[9]
- Christina Ricci como Misty Quigley.[9]
  - Sammi Hanratty como Misty (joven).[9]
- Warren Kole como Jeff Sadecki.[10]
  - Jack Depew como Jeff (joven).[10]
- Ella Purnell como Jackie Taylor, capitana de las Yellowjackets.[11]
- Steven Krueger como el entrenador Ben Scott.[12]
- Simone Kessell como Lottie Matthews. (temporada 2)
  - Courtney Eaton como Lottie (joven) (recurrente temporada1; principal, temporada 2)
- Lauren Ambrose como Vanessa "Van" Palmer. (temporada 2)
  - Liv Hewson como Vanessa (joven).(recurrente temporada1; principal, temporada 2)

### Recurrente
- Keeya King como Akilah
- Kevin Alves como Travis Martinez
- Jane Widdop como Laura Lee (temporada 1)
- Alexa Barajas como Mari
- Rekha Sharma como Jessica Roberts (temporada 1)
- Sarah Desjardins como Callie Sadecki
- Rukiya Bernard como Simone Abara
- Luciano Leroux como Javi Martinez
- Aiden Stoxx como Sammy Abara-Turner
- Alex Wyndham como Kevyn Tan
- Peter Gadiot como Adam Martin
- Nicole Maines como Lisa[13] (temporada 2)
- Elijah Wood como Walter[14] (temporada 2)
- Nuha Jes Izman como Crystal (temporada 2)
- François Arnaud como Paul (temporada 2)

### Invitados
- Carlos Sanz como Bill Martinez.
- Tonya Cornelisse como Pearl Amanda Dickson.

## Episodios
| Temporada | Temporada | Episodios | Episodios | Emisión original        | Emisión original    |
| Temporada | Temporada | Episodios | Episodios | Primera emisión         | Última emisión      |
| --------- | --------- | --------- | --------- | ----------------------- | ------------------- |
|           | 1         | 10        | 10        | 14 de noviembre de 2021 | 16 de enero de 2022 |
|           | 2         | 9         | 9         | 26 de marzo de 2023     | 28 de mayo de 2023  |
|           | 3         | 10        | 10        | 16 de febrero de 2025   | 13 de abril de 2025 |

### Temporada 1 (2021–22)
| N.º en serie | N.º en temp. | Título                                            | Dirigido por             | Escrito por                                  | Fecha de emisión original | Audiencia (millones) |
| --- | ------------ | ------------------------------------------------- | ------------------------ | -------------------------------------------- | ------------------------- | -------------------- |
| 1 | 1            | «Pilot» «Zumba»                                   | Karyn Kusama             | Ashley Lyle y Bart Nickerson                 | 14 de noviembre de 2021   | 0,246                |
| En 1996, las Yellowjackets, un equipo de fútbol soccer femenino de la escuela secundaria Wiskayok, planean viajar a Seattle para un torneo nacional. Durante una práctica, la jugadora Taissa ataca a Allie, una prometedora futbolista estudiante de primer año, y le rompe la pierna. En una fiesta, otra jugadora llamada Shauna menciona a sus compañeras que Allie ya no puede viajar a Seattle para el torneo debido a su lesión; luego Shauna intenta iniciar una pelea con Taissa, pero Jackie, la capitana del equipo de fútbol y mejor amiga de Shauna, la detiene; más tarde esa noche se revela que Jeff, el novio de Jackie, la está engañando con Shauna. El día del viaje, el equipo aborda un avión privado que se estrella y deja a los sobrevivientes varados en la naturaleza durante 19 meses; en ese tiempo, la sobreviviente Misty y algunos miembros más unieron fuerzas como clanes y se convirtieron en caníbales para sobrevivir. En 2021, una falsa periodista llamada Jessica Roberts se acerca a Shauna, que se ha casado con Jeff y tiene una hija adolescente rebelde llamada Callie. Por su parte, Taissa se casó con una mujer llamada Simone y tiene un hijo llamado Sammy, al mismo tiempo que lanza su campaña para senadora estatal y Misty trabaja como enfermera geriátrica. Al mismo tiempo, Natalie, otra superviviente del accidente, completó su rehabilitación por drogas y decide "reconectarse con algunas viejas amigas". |              |                                                   |                          |                                              |                           |                      |
| 2 | 2            | «F Sharp» «Fa sostenido»                          | Jamie Travis             | Jonathan Lisco, Ashley Lyle y Bart Nickerson | 21 de noviembre de 2021   | 0,168                |
| Misty usa su conocimiento avanzado de primeros auxilios para brindar atención a los heridos después del accidente aéreo; ella salva la vida de Ben Scott, el entrenador asistente, amputando y cauterizando su pierna destrozada. Travis descubre el cadáver de su padre, el entrenador Bill Martinez, empalado en la rama de un árbol. Misty demuestra ser una parte esencial del equipo al poseer habilidades vitales de supervivencia por lo que, cuando comienza a ponerse contenta con la atención y el aprecio de los demás que esto le brinda, decide destruir la caja del localizador de emergencia del avión después de encontrarlo casualmente. En 2021, una terapeuta aconseja a Shauna y Jeff, que reaviven la pasión de su matrimonio explorando sus fantasías sexuales; Shauna luego conoce a un extraño encantador y misterioso llamado Adam después de que ella choca su auto por detrás. Taissa comienza a preocuparse por los dibujos inquietantes que ha estado haciendo Sammy. Natalie embosca a Misty con un rifle en un intento por averiguar quién le envió una postal con un siniestro símbolo de su pasado relacionado con el accidente; cuando deducen que todos los supervivientes han recibido la misma tarjeta, Misty y Natalie se embarcan en un viaje por carretera para encontrar a Travis. |              |                                                   |                          |                                              |                           |                      |
| 3 | 3            | «The Dollhouse» «La casa de muñecas»              | Eva Sørhaug              | Sarah L. Thompson                            | 28 de noviembre de 2021   | 0,210                |
| Tres días después del accidente, Taissa convence al grupo de caminar hacia un lago cercano. A medida que aumentan las tensiones entre ellos, el grupo descubre una cabaña abandonada y encuentra un cadáver en el ático que luego entierran. En 2021, el oponente político de Taissa, Phil Bathurst, transmite un anuncio de campaña insinuando que ella es una caníbal; la preocupación de Taissa por Sammy crece después de que él lastima a propósito a un niño en un parque infantil. Sospechando que está siendo engañada, Shauna sigue a su esposo a un hotel, donde convenientemente se encuentra con Adam y luego ve a Jeff con otra mujer; más tarde, Shauna y Adam entran juntos a una habitación del hotel. Mientras tanto, Misty y Natalie encuentran el cadáver de Travis en un rancho y concluyen que alguien lo asesinó y lo hizo parecer un suicidio; Misty descubre que lo último que escribió Travis antes de morir fue una nota para alguien que decía: "Dile a Nat que tenía razón", aunque Natalie no sabe a qué se refiere. |              |                                                   |                          |                                              |                           |                      |
| 4 | 4            | «Bear Down» «Empuja»                              | Deepa Mehta              | Liz Phang                                    | 5 de diciembre de 2021    | 0,161                |
| El grupo encuentra un arma con abundante munición dentro de la cabaña y comienza a experimentar quienes son los más adecuados para usarla; Natalie y Travis demuestran ser los más aptos para manejar el arma y salir de cacería; juntos cazan un ciervo y luego recuperan un anillo del cuerpo enterrado del padre de Travis. En un flashback, se revela que el abusivo padre de Natalie murió de un disparo accidental. El resto del grupo encuentra un avión de hélice funcional. En 2021, Natalie se encuentra con Kevyn, un amigo de su adolescencia que es oficial de policía, y usa el interés que él tiene por ella para que indague sobre el asesinato de Travis. Taissa rechaza el respaldo de una poderosa donante potencial para su campaña cuando ésta intenta investigar su pasado. Shauna y Adam comienzan una relación íntima teniendo una noche loca, representando las fantasías adolescentes perdidas de Shauna, mientras se muestra que Adam busca secretamente información personal sobre ella. Misty tiene un encuentro con Jessica mientras sigue a Nat y Kevyn, luego llama a Shauna para informarle que Travis está muerto. |              |                                                   |                          |                                              |                           |                      |
| 5 | 5            | «Blood Hive» «Colmena de sangre»                  | Eva Sørhaug              | Ameni Rozsa                                  | 12 de diciembre de 2021   | 0,295                |
| Una sobreviviente llamada Lottie se quedó sin su medicamento Loxapina para combatir la esquizofrenia. Se forman relaciones sentimentales entre Taissa y una compañera suya, Van, así como entre Natalie y Travis. El grupo tiene una sesión de espiritismo en el ático donde Lottie parece estar poseída. Ben es envenenado por Misty pero no muere y, para que ella lo deje en paz, él la engaña diciéndole que siente algo por ella. Shauna le revela a Taissa que está embarazada. En 2021, Taissa encuentra la palabra "Spill" ("Confiesa") pintada en la puerta principal de su casa; luego confronta a Sammy cuando encuentra un bote de pintura en su habitación. Sammy niega haberlo hecho y culpa a "la dama del árbol". Más tarde, con el aumento de los ataques de sus oponentes políticos, Taissa contempla abandonar la carrera por el Senado pero, cuando está por dar la noticia a la prensa, cambia de opinión. Shauna asiste a una fiesta de Halloween donde Callie la descubre con Adam; al día siguiente, Callie intenta chantajearla pero Shauna logra disuadirla. Natalie y Misty obtienen acceso a los archivos de Kevyn y descubren que se llevó a cabo un ritual religioso donde asesinaron a Travis. Natalie llama a Taissa para que vaya a su habitación de motel donde le cuenta del descubrimiento; llaman a Shauna para decirle, pero se enteran de que Misty ya le había informado. Mientras tanto, Misty las observa a través de una cámara oculta montada en la habitación de Natalie.                                                                       |              |                                                   |                          |                                              |                           |                      |
| 6 | 6            | «Saints» «Santos»                                 | Bille Woodruff           | Chantelle M. Wells                           | 19 de diciembre de 2021   | 0,289                |
| En un flashback, Lottie salva su vida y la de sus padres al distraerlos unos segundos antes de que otro auto se vea involucrado en un accidente fatal. Shauna le revela a Taissa que el bebé es de Jeff. Con la ayuda de Taissa, Shauna intenta realizarse un aborto autoinducido, pero a último momento y entre lágrimas finalmente decide no hacerlo. Lottie comienza a tener alucinaciones de un ciervo; ella le revela esto a una religiosa joven del grupo llamada Laura Lee y acepta ser bautizada en el lago por ella. Más tarde, Natalie y Travis matan a un ciervo infestado de gusanos. Laura Lee concluye que Lottie está teniendo premoniciones. En 2021, Natalie y Taissa le cuentan a Shauna lo que le pasó a Travis. Simone hace una cita con un psicólogo infantil, el cual le dice que Sammy tiene estrés. Natalie y Kevyn comienzan mutuamente a desarrollar sentimientos y tienen relaciones sexuales. Misty secuestra a Jessica. Cuando cae la noche, se revela que Taissa es "la dama del árbol". |              |                                                   |                          |                                              |                           |                      |
| 7 | 7            | «No Compass» «Sin brújula»                        | Eva Sørhaug              | Katherine Kearns                             | 26 de diciembre de 2021   | 0,327                |
| Taissa, acompañada por Van, Misty, y dos supervivientes del grupo llamadas Akilah y Mari emprenden una expedición para encontrar ayuda. Cuando parten, Lottie le dice a Van que se encontrarán con un río de sangre y humo rojo. Mientras el grupo camina, se encuentra con un río de color rojo. Durante la noche, son atacadas mientras duermen por una manada de lobos; Taissa defiende al grupo con una pistola de bengalas (que provoca humo rojo) y mata a un lobo con un hacha aunque, por el ataque, Van queda gravemente herida en el rostro. Mientras tanto, Shauna finalmente le admite a Jackie que está embarazada pero miente sobre quién es el padre. Por la noche, Jackie lee el diario íntimo de Shauna y descubre la relación secreta que tenía con Jeff. En 2021, Natalie, Shauna y Taissa acuerdan pagar $50.000 a una persona que las está chantajeando. Después de encontrarse con el chantajista, el grupo lo persigue aunque no pueden ver su cara ya que usa capucha. El chantajista cae en una caja de purpurina durante la persecución antes de lograr escapar. Misty cuestiona a Jessica, creyendo que ella es la chantajista; Jessica revela que Taissa la contrató para investigar al resto del grupo. De vuelta en casa, Shauna tiene sexo con Adam; a la mañana siguiente, Adam se esconde en el armario cuando Jeff llega y casi los encuentra juntos. Kevyn descubre que Natalie usó su arma, pero ella no le cuenta sobre el chantajista sino que comienza a cuestionarlo y hablar mal de él para forzarlo a que termine su relación, lo cual Kevyn hace. |              |                                                   |                          |                                              |                           |                      |
| 8 | 8            | «Flight of the Bumblebee» «El vuelo del abejorro» | Ariel Kleiman            | Cameron Brent Johnson y Liz Phang            | 2 de enero de 2022        | 0,311                |
| Después de que Van recupera la conciencia, el grupo regresa a la cabaña donde Akilah le cura las heridas del rostro. Natalie y Travis tienen una pelea cuando él se echa atrás durante el sexo. Natalie habla con Ben, quien le da consejos sobre relaciones y además revela que es gay. Todo el grupo se entera del embarazo de Shauna. Laura Lee anuncia que intentará volar el avión ella sola para buscar ayuda; con la asistencia de los demás logra despegar y mantenerse en el aire varios metros hasta sobrevolar el lago, sin embargo, el avión explota y los restos caen al agua ante la atónita mirada del grupo desde la playa. En 2021, Misty evita que Natalie recaiga en las drogas aunque en el proceso se ve obligada a revelar la cámara que tenía oculta; Misty le informa a Natalie que alguien vació la cuenta bancaria de Travis después de su muerte. Al día siguiente, Natalie intenta sacarle información a Suzie, su anterior patrocinadora de sobriedad que trabaja en un banco; después de que Suzie se niega a cooperar, Natalie amenaza con chantajearla. Taissa le cuenta a Simone sobre su condición en la que se convierte en una persona completamente diferente por la noche; temiendo lastimar a Sammy, le ruega a Simone que la deje sola en la casa por un tiempo. Shauna descubre que alguien se llevó todos sus diarios que tenía escondidos en una caja fuerte y encuentra purpurina en el suelo del armario. Después de enterarse de que Adam no es quien dice ser, Shauna va a su apartamento para interrogarlo.                                  |              |                                                   |                          |                                              |                           |                      |
| 9 | 9            | «Doomcoming» «Fiesta de la Muerte»                | Daisy von Scherler Mayer | Ameni Rozsa y Sarah L. Thompson              | 9 de enero de 2022        | 0,419                |
| Conscientes de que morirán pronto, el grupo organiza una "fiesta de despedida". Todos excepto Jackie, consumen accidentalmente unos hongos alucinógenos que tenía Misty. Jackie y Travis tienen relaciones sexuales en el ático de la cabaña aunque él admite todavía sentir algo por Natalie. Ben y Natalie se van de la fiesta para hablar a solas y Misty los sigue; después de que Natalie se va a buscar a Travis, Ben, cansado de los avances de Misty, finalmente le grita que es gay. Aún bajo el efecto de los hongos, Lottie encierra a Jackie en la despensa de alimentos y luego junto a Shauna, Akilah y Mari seducen e intentan tener una orgía con Travis, pero él huye. Después de que atrapan y atan a Travis, Lottie le ordena a Shauna que le corte la garganta pero, cuando se dispone a hacerlo, Natalie llega y la detiene a tiempo. En 2021, Shauna mata a Adam después de confirmar que está investigando su pasado y sospechar que es el chantajista; luego recuerda que también Jeff tiene acceso a la caja fuerte donde guardaba sus diarios. Ella lo cuestiona y Jeff revela que chantajeó al grupo porque su tienda de muebles iba a cerrar. La mujer que Shauna había visto en el hotel con su esposo era, de hecho, una usurera a la que Jeff le debía y no alguien con quien tuviera una aventura. Shauna le dice a Jeff que ella mató a Adam y discuten sus opciones. Shauna convence a Natalie y Taissa de que Adam era el chantajista y Natalie le pide a Misty que se deshaga del cuerpo.                                                                |              |                                                   |                          |                                              |                           |                      |
| 10 | 10           | «Sic Transit Gloria Mundi»                        | Eduardo Sánchez          | Ashley Lyle y Bart Nickerson                 | 16 de enero de 2022       | 0,333                |
| Van comienza a creer que Lottie tiene habilidades sobrenaturales. Lottie mata a un oso mientras éste se acercaba tranquilamente hacia ella. Travis y Natalie buscan al hermano pequeño de Travis, Javi, que está desaparecido desde la noche anterior. Jackie le revela al grupo que el hijo que espera Shauna es de Jeff, al mismo tiempo que confronta a las demás por haber lastimado físicamente a Travis. Luego de discutir con Shauna, Jackie decide dormir afuera. Al día siguiente, descubren que durante la noche había nevado y encuentran el cadáver congelado de Jackie, producto de la hipotermia. Lottie, Misty y Van ofrecen el corazón del oso como un oscuro tributo a la naturaleza salvaje. En 2021, Shauna, Taissa, Natalie y Misty limpian la escena del crimen. El grupo asiste a una reunión de secundaria de 25 años, donde Shauna confronta al amigo de Jeff, Randy, que está al tanto del chantaje, y amenaza con matarlo si se lo cuenta a alguien más. Callie se entera de la desaparición de Adam en las noticias y comienza a sospechar de su madre. Simone encuentra la cabeza decapitada de su perro, una muñeca desaparecida de Sammy y lo que parece ser un corazón humano sobre un altar dentro de un cuarto oculto en su sótano. Misty envenena a Jessica, Taissa gana la elección del Senado y un grupo misterioso secuestra a Natalie. Suzie le deja a Natalie un mensaje de voz en el cual revela que quien vació la cuenta bancaria de Travis fue Lottie.                                                                                            |              |                                                   |                          |                                              |                           |                      |

### Temporada 2 (2023)
| N.º en serie | N.º en temp. | Título                        | Dirigido por             | Escrito por                          | Fecha de emisión original | Audiencia (millones) |
| --- | ------------ | ----------------------------- | ------------------------ | ------------------------------------ | ------------------------- | -------------------- |
| 11 | 1            | «Friends, Romans, Countrymen» | Daisy von Scherler Mayer | Ashley Lyle y Bart Nickerson         | 26 de marzo de 2023       | 0,226                |
| Un flashforward de 1998 muestra que, después de que rescataron al grupo, Lottie fue sometida a terapia de electroshock. Dos meses después de la muerte de Jackie, el equipo se está quedando sin comida; Natalie y Travis no logran encontrar animales para cazar ni tampoco pueden localizar a Javi, quien continúa desaparecido desde la fiesta de despedida. Una traumatizada Shauna pasa su tiempo hablando con el cadáver congelado de Jackie; durante una conversación, la oreja de Jackie se rompe y Shauna la guarda en su bolsillo. Por las noches, Van ata su muñeca a la de Taissa para evitar que deambule como sonámbula; durante una noche, Taissa estando sonámbula muerde el labio de Van hasta que sangra; Taissa se altera al darse cuenta de lo que hizo aunque para calmarla Van le revela que la ama. Misty, aún condenada y mal vista por sus compañeras debido al incidente con los hongos, estrecha lazos con una amable chica del grupo llamada Crystal. Lottie ha asumido el papel de líder espiritual y calma a Travis cuando tiene un ataque de pánico; Travis se tranquiliza tanto que tiene una erección frente a Lottie, lo cual deja consternada a Natalie. Shauna, luego de contemplarla durante un rato, se come la oreja de Jackie. En 2021, Shauna y Jeff cubren su participación en el asesinato de Adam al destruir su estudio de arte personal y quemar su identificación, junto con los diarios que Shauna escribió después del accidente aunque Callie descubre la identificación carbonizada de Adam. Taissa, ahora senadora, compra un nuevo cachorro para su hijo Sammy, pero Simone le advierte que se mantenga alejada; Taissa luego se horroriza al encontrar en su sótano el altar que ella misma montó sin recordarlo. Misty nota en un foro online de investigadores aficionados llamado Ciudadanos Detectives que otro usuario está investigando la desaparición de Adam; cuando ella va a informarle de esto a Natalie, no la encuentra por lo que comienza a investigar su desaparición. Natalie es mantenida como rehén en una comunidad de bienestar dirigida por Lottie. |              |                               |                          |                                      |                           |                      |
| 12 | 2            | «Edible Complex»              | Ben Semanoff             | Jonathan Lisco                       | 2 de abril de 2023        | No disponible        |
| Shauna continúa hablando con el cadáver de Jackie; en una de sus conversaciones, Jackie se burla de ella por lo hambrienta que está. Taissa insiste en que es hora de cremar a Jackie para que Shauna supere su muerte. Van salva a Taissa de caer por un precipicio mientras está sonámbula; ella le sugiere que hablen con Lottie al respecto, pero Taissa se niega. Natalie logra engañar a Travis al fingir la muerte de Javi, simulando haber encontrado en el bosque unos pantalones cortos rasgados que ella misma manchó con su propia sangre. Con la aprobación de Shauna, el grupo incinera el cuerpo de Jackie en una pira; sin embargo, un diluvio de nieve detiene las llamas pero el calor remanente, lejos de carbonizar el cuerpo, termina cocinando la carne. Sucumbiendo ante el hambre, el grupo se come el cadáver cocinado de Jackie mientras el entrenador Ben observa horrorizado. En el presente, Kevyn interroga a Shauna sobre la desaparición de Adam. Callie coquetea en un bar con un hombre que, sin que ella lo sepa, es un detective llamado Matt que trabaja con Kevyn en el caso de Adam. Misty continúa intentando despistar al entrometido usuario del foro Ciudadanos Detectives; él la localiza en su trabajo y le deja una invitación para unírsele en la investigación del caso de Adam. Taissa toma mucho café y hace ejercicio para evitar dormir; Sammy improvistamente la visita, pero cuando llega Simone para recogerlo, no lo encuentran. Mientras ambas conducen por el vecindario buscando a Sammy, su escuela llama y confirma que nunca salió del edificio, ya que Taissa había alucinado su visita debido a la falta de sueño. Cuando se dirigen a la escuela, su auto es chocado de costado por otro, y es Simone quien se lleva la peor parte. Lottie le cuenta a Natalie qué pasó con Travis: Él se sentía acechado por la naturaleza durante las noches así que dejó a Lottie sus datos bancarios junto con la nota que decía "Dile a Nat que tenía razón", luego planeó ahorcarse brevemente y así morir durante un instante, hablar con "la muerte" para descubrir qué quería y luego revivir; Lottie lo había ayudado, pero la grúa de la que Travis colgaba se atascó y murió ahorcado de forma accidental. A pesar de esta revelación, Natalie sospecha que Lottie está ocultando la verdadera historia.                                                      |              |                               |                          |                                      |                           |                      |
| 13 | 3            | «Digestif»                    | Jeffrey W. Byrd          | Sarah L. Thompson y Ameni Rozsa      | 9 de abril de 2023        | 0,210                |
| Taissa revela no recordar haber comido a Jackie y se horroriza al notar que participó durante su estado de sonambulismo. Natalie se deshace de los restos de Jackie en el lugar del accidente; se encuentra con un alce blanco que la ataca, pero cuando intenta dispararle desaparece. Taissa estando sonámbula le cuenta a Van sobre "El hombre sin ojos". Misty recibe una lección de actuación de su nueva amiga Crystal. Ben comienza a tener delirios en los que imagina la vida con su novio Paul si no hubiera viajado en el avión. El grupo improvisa un baby shower para Shauna, cuando son interrumpidos por un gran número de pájaros que caen del cielo; los cuales, según Lottie, son bendiciones del bosque. En el presente, Shauna y Jeff son abordados por un delincuente armado que les roba el auto aunque Shauna logra quitarte el arma antes de que se vaya; ella sola rastrea el automóvil hasta un depósito de chatarra y, luego de intimidar con el arma al propietario, recupera el auto aunque decide no contarle a Jeff lo que tuvo que hacer para lograrlo. Jeff advierte a Kevyn que se mantenga alejado de Shauna aunque solo aumenta las sospechas de Kevyn. Con Simone en el hospital, Taissa se enfrenta a su "otra yo"; cuando Taissa le pregunta qué quiere, su versión sonámbula le hace un gesto con las manos que hace referencia a Van. Misty conoce al detective del foro de internet llamado Walter y juntos interrogan a un testigo, que resulta ser Randy Walsh, sobre la desaparición de Natalie; descubren que un grupo de personas se hospedó en el mismo hotel de Natalie durante los días previos a su desaparición y la información de la tarjeta de crédito con la que pagaron los guía a Cherry Corners, Nueva York por lo que deciden hacer un viaje hasta allí para investigar. Lottie presenta a Natalie a su grupo de apoyo, aunque luego descubre con horror que sus alucinaciones comienzan a regresar. |              |                               |                          |                                      |                           |                      |
| 14 | 4            | «Old Wounds»                  | Scott Winant             | Julia Bicknell y Liz Phang           | 16 de abril de 2023       | 0,226                |
| Mari cuestiona las habilidades de caza de Natalie y señala las habilidades aparentemente sobrenaturales de Lottie para conseguir comida. Natalie le propone a Lottie hacer una competencia de cacería entre ambas: Cuando comienzan, Lottie se hace un corte en la mano como sacrificio al bosque, rápidamente sufre hipotermia y tiene una visión de Laura Lee y el equipo en el patio de comidas de un centro comercial, antes de ser rescatada del frío por Mari y Akilah; Natalie por su parte, encuentra al alce blanco muerto semi-hundido bajo un lago congelado. El grupo intenta rescatar el cadáver del alce pero es demasiado pesado y se hunde, lo cual deja devastada a Natalie, por lo que ella y Lottie deciden hacer las paces. Mientras tanto, Van hace un mapa de todos los árboles con símbolos extraños que Taissa ha encontrado estando sonámbula y estima dónde podría estar el último, sin embargo improvistamente Taissa encuentra a Javi desorientado pero vivo y lo llevan de regreso a la cabaña. En el presente, Shauna se entera de que Callie no ha pasado la noche en casa de su amiga Ilana como había dicho; cuando Shauna le pregunta al respecto, Callie insiste en que está ocultando detalles sobre la desaparición de Adam y pide que le cuente la verdad. Shauna le confiesa a Callie todo respecto a lo que pasó con Adam así como también la participación de Jeff en el chantaje, y le hace prometer que mantendrá todo en secreto; Jeff se lamenta de que ahora hayan convertido a su hija en cómplice. Mientras continúa desconfiando de Lottie, Natalie se une a Lisa, una joven miembro de la secta con quien había peleado antes, en un viaje fuera del complejo y ambas terminan estrechando lazos. Misty y Walter localizan el complejo de Lottie pero deciden pasar la noche en una hostería cercana y esperar al día siguiente para ir. Lottie visita a su psiquiatra para un ajuste de medicación, pero la psiquiatra sugiere que debe prestarle atención a sus alucinaciones; cuando regresa al complejo, Lottie ofrece otro sacrificio de sangre, implorando que "sea suficiente". Luego de otro estado de fuga causado por su sonambulismo, Taissa despierta en el auto prestado por su mánager de campaña con el tanque vacío y en medio de la nada; luego de hacer autostop, llega hasta un pequeño pueblo en Ohio donde se reencuentra con Van tras varios años. |              |                               |                          |                                      |                           |                      |
| 15 | 5            | «Two Truths and a Lie»        | Ben Semanoff             | Katherine Kearns y Sarah L. Thompson | 23 de abril de 2023       | 0,163                |
| Lottie organiza sesiones de meditación para el equipo; Taissa al principio sólo asiste por pedido de Van pero luego descubre que las sesiones calman su sonambulismo. Luego de una discusión con Lottie, Shauna se enoja con Tai por ponerse del lado de Lottie en lugar de apoyarla a ella. Javi se niega a hablar con el equipo desde su regreso, aunque le revela en privado a Ben que "su amiga" no quería que volviera al campamento. Misty y Crystal se alejan de la cabaña para vaciar la cubeta de los desechos; cuando Misty le admite a Crystal que destruyó el transmisor de emergencia del avión y Crystal reacciona con frialdad, Misty la amenaza y accidentalmente hace caer a Crystal por el borde de un acantilado. Shauna y Tai quedan atrapadas en una tormenta de nieve, pero usan las técnicas de meditación de Lottie para regresar al campamento. Una vez que está segura en la cabaña, Shauna inmediatamente entra en labor de parto. En el presente, Callie descubre que Matt es policía e intenta ayudar a su madre al mencionarle que el amante de Shauna es Randy Walsh y luego informa de todo a Shauna y Jeff. Para despistar a Matt, Shauna y Randy se reúnen en una habitación de motel y organizan una aventura falsa al dejar allí un condón usado; sin embargo, Kevyn y Matt descubren la artimaña. Taissa le cuenta a Van sobre su sonambulismo y Van le ofrece su apoyo. Más tarde esa noche, Taissa sonámbula se acerca a Van y le pide que la siga. Misty y Walter llegan al complejo de Lottie y encuentran a Natalie, pero ésta los rechaza y les dice que se larguen de allí. Walter le revela a Misty su sospecha de que ella mató a Adam; Misty se ofende con Walter por creerla capaz de matar a alguien y regresa sola al complejo de Lottie donde solicita unirse a la secta. Natalie y Lottie tienen una sesión privada de hipnotismo en la cual Natalie recuerda la última vez que vio a Travis: Durante esa vez, ella le había dicho que cuando los rescataron trajeron la oscuridad del bosque con ellos. En ese momento, Natalie se da cuenta de que a eso se refería Travis cuando escribió en su nota que ella "tenía razón". |              |                               |                          |                                      |                           |                      |
| 16 | 6            | «Qui»                         | Liz Garbus               | Karen Joseph Adcock y Ameni Rozsa    | 7 de mayo de 2023         | 0,158                |
| Las chicas le piden a Misty que ayude a Shauna en el parto del bebé, sin embargo, Misty se abruma debido a la gran cantidad de sangre, por lo que Akilah se hace cargo de la situación. Travis y Lottie crean un altar y colocan ofrendas sobre él. Shauna se desmaya y da a luz a un niño. El bebé se niega a aferrarse a ella para alimentarse, pero prefiere a Lottie. Shauna anima a su bebé para que se alimente de ella y finalmente lo consigue; más tarde esa noche, escucha cánticos desde abajo y encuentra a todo el grupo comiéndose a su bebé. En ese momento recupera la conciencia y se revela que había soñado los eventos anteriores y que su bebé no sobrevivió al parto. Shauna sostiene en brazos a su bebé muerto y solloza, insistiendo en que todavía puede escucharlo llorar. En el presente, Taissa nota los avisos de deudas vencidas en el bote de basura de Van aunque, a pesar de las preocupaciones de Taissa, Van los ignora. Misty llama a Tai desde el complejo de Lottie y la pone al tanto de todo; Tai decide ir al complejo acompañada por Van, y en el camino llaman a Shauna para que también vaya. Natalie y Lisa hablan sobre el perdón. Shauna y Callie son requeridas por Kevyn a la comisaría para ser interrogadas; Shauna admite su aventura con Adam, mientras que Callie se libra de la situación afirmando falsamente que Matt se aprovechó de ella y le quitó la virginidad. Jeff le dice a Shauna que vaya al complejo de Lottie y permanezca allí un tiempo alejada de él y Callie. Shauna, Taissa, Van, Natalie, Misty y Lottie se reúnen en el complejo. |              |                               |                          |                                      |                           |                      |
| 17 | 7            | «Burial»                      | Anya Adams               | Rich Monahan y Liz Phang             | 14 de mayo de 2023        | 0,165                |
| Shauna entierra el cuerpo de su hijo mientras llora por él y luego también por Jackie. El equipo se embarca en una misión poco entusiasta para encontrar a Crystal, sin saber lo que le sucedió realmente. Van le admite a Taissa sus dudas acerca de si lograrán sobrevivir. Misty va al lugar donde murió Crystal para esconder su cuerpo y evitar que el grupo se lo coma, solo para descubrir que desapareció misteriosamente. Después encuentra a Ben cuando está por saltar del acantilado para suicidarse; entre lágrimas, Misty confiesa sentirse culpable por la muerte del bebé de Shauna y lo convence de no tirarse luego de suplicarle diciéndole que también se sentiría culpable por su muerte. Después de que Shauna golpea a Misty y culpa a todos de comerse a su bebé, Lottie la anima a dejar salir su dolor por lo cual Shauna golpea y patea en el suelo a Lottie hasta dejarla inconsciente y con el rostro desfigurado y ensangrentado mientras el equipo mira en estado de shock. En el presente, a todas se les asigna una forma de terapia en el complejo de Lottie. Misty entra a un tanque de aislamiento sensorial y habla con una versión humana de su pájaro Calígula; más tarde llama a Walter y confirma las teorías que él tiene sobre la desaparición de Adam. Taissa y Van se besan, pero Van le revela que tiene cáncer terminal y que morirá en unos meses. Lottie se da cuenta de que su psiquiatra es solo otra alucinación. Todas se reúnen y hablan acerca de los recuerdos que podrían haber reprimido de su etapa sobreviviendo en el bosque, luego bailan alrededor de una fogata. Jeff llama a Shauna y le revela que las autoridades han encontrado el cuerpo de Adam. |              |                               |                          |                                      |                           |                      |
| 18 | 8            | «It Chooses»                  | Daisy von Scherler Mayer | Sarah L. Thompson y Liz Phang        | 21 de mayo de 2023        | 0,143                |
| Las Yellowjackets luchan contra las alucinaciones y la paranoia debido al hambre. Por medio de los dibujos de Javi, el entrenador Ben descubre un escondite en una cueva bajo un árbol. Lottie, gravemente herida por el ataque de Shauna, le dice al equipo que no desperdicien su cuerpo si muere. Convencidos de que no pueden perder a Lottie, Taissa sugiere que alguien debe sacrificarse para que Lottie y los demás sobrevivan, lo que culmina con el grupo sacando cartas para determinar quién será asesinado. Natalie es quien saca la carta mortal pero, antes de que Shauna la sacrifique, escapa de la cabaña y es perseguida a través del bosque. Javi, al tratar de ayudar guiandola a un lugar seguro, cae al lago congelado cuando el hielo sobre el que corrían se rompe; sin embargo, las chicas lo dejan ahogarse para que Natalie sobreviva. Luego de que la policía obtiene una orden de registro para la casa de los Sadecki, Kevyn y Matt interrogan a Jeff. Más tarde, Jeff le revela a Callie la verdad sobre su hijo con Shauna que nació muerto. Walter envía un correo electrónico a la policía, diciéndoles que tiene información sobre la muerte de Adam. Shauna quiere regresar a casa pero las demás la convencen de quedarse en el complejo de Lottie, al mismo tiempo que se ve forzada a admitir que Jeff fue el chantajista. Todas discuten los problemas que tienen en su vida: Taissa revela que contrató a Jessica Roberts para investigar a las demás, mientras que Misty revela la verdad sobre la muerte de la reportera. Lottie insiste en que la naturaleza exige un sacrificio y les ofrece a las chicas seis vasos con bebidas, uno de los cuales contiene un barbitúrico letal. |              |                               |                          |                                      |                           |                      |
| 19 | 9            | «Storytelling»                | Karyn Kusama             | Ameni Rozsa                          | 28 de mayo de 2023        | 0,134                |
| Las chicas devuelven el cuerpo de Javi a la cabaña, donde lo descuartizan y comienzan a cocinarlo. Lottie está alarmada con la decisión del equipo de cazarse entre sí, pero Misty le dice al grupo que Lottie está complacida. El entrenador Ben llega sigilosamente para contarle a Natalie sobre el escondite de Javi pero ella le pide que se vaya, diciéndole que ya no pertenece a ellos porque es una buena persona. Lottie le dice al grupo que la naturaleza ya no la necesita como su líder puesto que ahora todos pueden comunicarse con "eso", y proclama a Natalie como la nueva líder que los ayudará a sobrevivir durante el invierno. Por la noche mientras todos duermen, el entrenador Ben llega y aparentemente quema la cabaña, lo que obliga al grupo a escapar por su seguridad. A pesar de que todos huyen con vida, ahora tendrán que sobrevivir al invierno sin tener un refugio del frío. En el presente, las mujeres acuerdan seguir adelante con el ritual de Lottie y deciden que una vez más deberán sacar cartas para elegir quien se sacrificará. Sin embargo, planean en secreto alargar el ritual lo más posible y llamar a un equipo de crisis para hacer internar a Lottie en un psiquiátrico. Jeff y Callie llegan al complejo, al mismo tiempo que Kevyn y Matt. Walter también llega al complejo con la intención de ayudar a Misty, para lo cual envenena a Kevyn y, con ayuda de Jeff, lo incrimina en una conspiración, poniendo fin a la investigación de Matt acerca de Adam Martin. Shauna saca la carta mortal durante el ritual; Taissa y Van revelan que cancelaron el equipo de crisis para Lottie, por lo que Shauna corre a través del bosque y comienza la cacería. Callie aparece y dispara a Lottie en el hombro para proteger a su madre. Cuando llega Lisa con una escopeta exigiendo explicaciones, Misty intenta inyectarle una solución fatal de fentanilo, pero Natalie se lanza sobre Lisa para salvarla y muere en los brazos de Misty a consecuencia de la inyección accidental. Los paramédicos se llevan a Lottie, quien les dice a las demás que "eso" está complacido con su sacrificio y las recompensará. |              |                               |                          |                                      |                           |                      |

### Temporada 3 (2025)
| N.º en serie | N.º en temp. | Título                              | Dirigido por      | Escrito por                                  | Fecha de emisión original | Audiencia (millones) |
| --- | ------------ | ----------------------------------- | ----------------- | -------------------------------------------- | ------------------------- | -------------------- |
| 20 | 1            | «It Girl»                           | Bart Nickerson    | Jonathan Lisco, Ashley Lyle y Bart Nickerson | 16 de febrero de 2025     | 0,092                |
| Son los primeros días de la primavera y las Yellowjackets viven cómodamente gracias al liderazgo de Natalie: Subsisten cazando animales y se divierten jugando juegos en el bosque. Mientras está bajo la influencia de alucinógenos, Travis escucha los gritos de la naturaleza y se asusta pero Lottie lo anima a seguir escuchando. Shauna, aún resentida con sus compañeros de equipo, comienza una rivalidad con Mari; ambas tienen una pelea durante la cena, la cual lleva a Mari a dejar el grupo. El entrenador Ben deambula solo por el bosque; encuentra un kit de supervivencia y coloca trampas para animales, una de sus trampas captura a Mari. Shauna, Tai y Van rinden homenaje a Natalie luego del funeral, mientras que Misty no asiste y es quien más sufre la pérdida: Recupera y usa la chaqueta de cuero de Natalie e intenta actuar más como ella, por lo que va a un bar y se emborracha e insulta a unos hombres antes de ser rescatada por Walter. Callie es suspendida de la escuela por arrojarles víseras ensangentadas a sus compañeras después de oírlas hablar mal de su madre; Shauna no le da mucha importancia a la situación mientras que Jeff se preocupa. A lo largo del episodio una mujer misteriosa parece acechar a Shauna e incluso deja un paquete en su puerta, el cual Callie oculta y, al abrirlo, encuentra una cinta dentro. Tai, ahora separada de Simone y Sammy, cuida de Van en su delicada salud; ambas salen a una cena elegante pero se sienten incómodas por lo que deciden irse corriendo sin pagar a modo de diversión, lo cual hace que el camarero sufra un ataque cardíaco mientras las persigue. |              |                                     |                   |                                              |                           |                      |
| 21 | 2            | «Dislocation»                       | Bille Woodruff    | Rich Monahan y Ameni Rozsa                   | 16 de febrero de 2025     | 0,071                |
| Las Yellowjackets van en busca de Mari. Misty comienza a sospechar que Natalie sabe dónde se esconde Ben y le transmite sus sospechas a Shauna. Lottie presiona a Travis para que tome más hongos para conectarse con la naturaleza, lo cual termina con él atacando a Lottie; pese a esto, ella le insiste a Travis que debe averiguar qué quiere de ellos para que "esté feliz", pero Travis afirma que la naturaleza prefiere comunicarse con Akilah. Ben rescata a Mari de su trampa, pero se niega a dejarla volver con el equipo. Él afirma desconocer el incendio de la cabaña antes de llevarla a su cueva, donde Mari lo oye a la distancia hablando aparentemente solo. Shauna mueve la tumba de su hijo a un lugar más privado, pero es encontrada por una chica del grupo llamada Melissa. Cuando Shauna le pone un cuchillo en la garganta y amenaza con matarla, Melissa improvistamente la besa; Shauna se sorprende y queda en shock unos segundos hasta que ella también besa a Melissa. Luego de reavivar su relación con Van, Tai regresa al restaurante para saldar la deuda pendiente, pero huye cuando descubre que el camarero murió por culpa suya y de Van. Lottie llega sin avisar a la casa de Shauna y Jeff; aunque ambos quieren echarla, Callie los convence de que la dejen quedarse. Shauna llama a Misty para que "cuide" a Callie de Lottie mientras ella y Jeff asisten a una cena con clientes potenciales de la tienda de muebles; Callie droga a Misty e interroga a Lottie acerca de lo que pasó después del accidente. Walter muestra preocupación por el reciente "problema con la bebida" de Misty y luego le reclama que sus amigas no se preocupan por ella y solo la llaman cuando les conviene; ante esto Misty se enfurece, termina su relación con Walter y lo echa de la casa. Durante la cena, Shauna es seguida hasta el baño por la mujer misteriosa que la acecha, quien le deja un teléfono celular que recibe una llamada desconocida, la cual Shauna no contesta, antes de entregar el celular en la recepción. Más tarde llama al restaurante para averiguar si alguien reclamó el teléfono; su rostro cambia cuando le dicen quién y el episodio termina. |              |                                     |                   |                                              |                           |                      |
| 22 | 3            | «Them's the Brakes»                 | Jonathan Lisco    | Jonathan Lisco, Ashley Lyle y Bart Nickerson | 23 de febrero de 2025     | 0,079                |
| 23 | 4            | «12 Angry Girls and 1 Drunk Travis» | Jennifer Morrison | Julia Bicknell y Terry Wesley                | 2 de marzo de 2025        | 0,058                |
| 24 | 5            | «Did Tai Do That?»                  | Jeffrey W. Byrd   | Sarah L. Thompson y Elise Brown              | 9 de marzo de 2025        | 0.058                |
| 25 | 6            | «Thanksgiving (Canada)»             | Pete Chatmon      | Libby Hill y Emily St. James                 | 16 de marzo de 2025       | —                    |
| 26 | 7            | «Croak»                             | Jennifer Morrison | Alisha Brophy y Ameni Rozsa                  | 23 de marzo de 2025       | 0.068                |
| 27 | 8            | «A Normal, Boring Life»             | Anya Adams        | Julia Bicknell                               | 30 de marzo de 2025       | 0.094                |
| 28 | 9            | «How the Story Ends»                | Ben Semanoff      | Sarah L. Thompson                            | 6 de abril de 2025        | 0.095                |
| 29 | 10           | «Full Circle»                       | Bart Nickerson    | Ameni Rozsa                                  | 13 de abril de 2025       | 0.125                |

## Producción

### Desarrollo
La idea de la serie está influenciada en gran medida por el desastre del vuelo de los Andes de 1972, una historia real sobre personas que recurrieron al antropofagia para sobrevivir. En agosto de 2017, Warner Bros. Pictures anunció una adaptación cinematográfica exclusivamente femenina de El señor de las moscas de William Golding, una novela sobre un grupo de jóvenes varados en una isla y su desastroso intento de gobernarse a sí mismos.
Después de leer el anuncio, Ashley Lyle descubrió que muchas personas se mostraban escépticas de que las niñas pudieran caer en la misma barbarie que los niños. Con ese pensamiento en mente, Lyle concibió la idea de Yellowjackets con su esposo Bart Nickerson como una "metáfora de la jerarquía adolescente" y colocó una gran parte de la serie en Nueva Jersey, el estado en el que ambos crecieron. La pareja también aparece en los créditos. como showrunners junto a Jonathan Lisco, quien fue traído a la serie por el productor ejecutivo Karyn Kusama. Lyle agregó: "Solo quería contar lo que parecía una historia muy real sobre chicas adolescentes".
En primer lugar fue ofrecida a HBO aunque rechazó la serie en parte, debido a sus similitudes con una de sus propias series en desarrollo. Luego, el proyecto se presentó a Gary Levine, presidente de entretenimiento de Showtime Networks, quién la aceptó inmediatamente. El 9 de mayo de 2018, Showtime anunció que había adquirido los derechos de la serie.
El 16 de diciembre de 2021, la serie se renovó para una segunda temporada. En ese momento, se habían emitido cinco episodios y recientemente se había completado la edición del final de la primera temporada. La segunda temporada se estrenó el 26 de marzo de 2023. El 15 de diciembre de 2022, tres meses antes del estreno de la segunda temporada, Showtime renovó la serie para una tercera temporada. La producción de la tercera temporada, comenzó en el primero de mayo de 2023, al día siguiente comenzó la Huelga del Sindicato de Guionistas de Estados Unidos de 2023 y un mes después la Huelga SAG-AFTRA de 2023, ambas detuvieron la misma hasta finales de año. El 20 de mayo de 2025, Showtime renovó la serie para una cuarta temporada.

### Casting
El episodio piloto fue escrito sin tener a ninguna actriz en mente, con lo que se convocaron audiciones en la ciudad de Los Angeles. Melanie Lynskey fue la primera actriz en ser elegida para el papel de Shauna. Para el papel de Natalie, Nickerson eligió primero su versión joven, a la actriz, Sophie Thatcher y después a  Juliette Lewis. Después fueron elegidas Sammi Hanratty y Christina Ricci, para el papel de Misty.
Según Nickerson, Jasmin Savoy Brown y Tawny Cypress fueron elegidas para Taissa, por su fragilidad y vulnerabilidad. Ella Purnell fue elegida para Jackie, después. En noviembre del mismo año, se unió Sophie Nélisse. En diciembre de 2019, se unieron, Ava Allan, Courtney Eaton, y Liv Hewson en papeles recurrentes.
El casting para la segunda temporada se abrió en la primavera de 2022. En agosto, Lauren Ambrose y Simone Kessell se unieron como Van y Lottie. Elijah Wood  y Nuha Jes Izman fueron elegidos como estrellas invitadas en papeles por revelar.

### Lanzamiento
El 10 de noviembre de 2021 se llevó la premiere de la serie en el Hollywood Legion Post 43 en la ciudad de Los Ángeles. Yellowjackets debutó en Showtime el 14 de noviembre.

## Recepción

### Críticas
| Temporada | Temporada | Rotten Tomatoes    | Metacritic       |
| --------- | --------- | ------------------ | ---------------- |
|           | 1         | 100% (76 críticas) | 78 (28 críticas) |
|           | 2         | 94% (152 críticas) | 77 (29 críticas) |
|           | 3         | 84% (120 críticas) | 64 (23 críticas) |

En el sitio web del agregador de reseñas Rotten Tomatoes, el 100% de las 55 reseñas son positivas, con una calificación promedio de 8.1/10. El consenso crítico del sitio web dice: "Una combinación de géneros que se mezcla sin problemas, Yellowjackets presenta un misterio absorbente con mucho aguijón". , indicando "reseñas generalmente favorables". Metacritic, que utiliza un promedio ponderado, le asignó una puntuación de 78 sobre 100 según 27 críticos, lo que indica "críticas generalmente favorables".
Los primeros seis de los diez episodios de la primera temporada se entregaron a los críticos para que los revisaran antes del estreno de la serie. Kristen Baldwin, en Entertainment Weekly, calificó el programa con una B+ y elogió las actuaciones y su historia: "Yellowjackets mantiene un equilibrio tonal intrigante en los primeros episodios. La línea de tiempo de supervivencia es un puro horror ya que aumenta constantemente el temor y los atisbos de violencia grotesca. Escribiendo para el Rolling Stone, Alan Sepinwall le dio a la serie tres estrellas y media de cinco y la describió como una combinación de Lord of the Flies, It, Lost, Alone y las obras de Megan Abbott. Fue incluida entre las mejores series del año 2021 y 2022 por su primera temporada.

### Audiencia
Yellowjackets se convirtió en la segunda serie más vista en streaming en Showtime, por detrás de Dexter: New Blood.
| N.º | Título                     | Fecha de emisión        | ÍA (18–49) | Audiencia (millones) | DVR (18–49) | Audiencia DVR (millones) | Total (18–49) | Audiencia total (millones) | Ref(s) |
| --- | -------------------------- | ----------------------- | ---------- | -------------------- | ----------- | ------------------------ | ------------- | -------------------------- | ------ |
| 1   | «Pilot»                    | 14 de noviembre de 2021 | 0,02       | 0,246                | —           | —                        | —             | —                          | [ 16 ] |
| 2   | «F Sharp»                  | 21 de noviembre de 2021 | 0,02       | 0,168                | 0,08        | 0,287                    | 0,10          | 0,455                      | [ 17 ] |
| 3   | «The Dollhouse»            | 28 de noviembre de 2021 | 0,03       | 0,210                | —           | —                        | —             | —                          | [ 18 ] |
| 4   | «Bear Down»                | 5 de diciembre de 2021  | 0,03       | 0,161                | 0,08        | 0,371                    | 0,11          | 0,532                      | [ 19 ] |
| 5   | «Blood Hive»               | 12 de diciembre de 2021 | 0,06       | 0,295                | —           | —                        | —             | —                          | [ 20 ] |
| 6   | «Saints»                   | 19 de diciembre de 2021 | 0,06       | 0,289                | —           | —                        | —             | —                          | [ 21 ] |
| 7   | «No Compass»               | 26 de diciembre de 2021 | 0,06       | 0,327                | —           | —                        | —             | —                          | [ 22 ] |
| 8   | «Flight of the Bumblebee»  | 2 de enero de 2022      | 0,06       | 0,311                | —           | —                        | —             | —                          | [ 23 ] |
| 9   | «Doomcoming»               | 9 de enero de 2022      | 0,08       | 0,419                | —           | —                        | —             | —                          | [ 24 ] |
| 10  | «Sic Transit Gloria Mundi» | 16 de enero de 2022     | 0,10       | 0,333                | —           | —                        | —             | —                          | [ 25 ] |

### Premios y nominaciones
| Año  | Premio                                                | Categoría                                               | Nominado(s)                                                                                          | Resultado | Ref.   |
| ---- | ----------------------------------------------------- | ------------------------------------------------------- | --- | --------- | ------ |
| 2022 | Premios de la Crítica Televisiva                      | Mejor serie de drama                                    | Yellowjackets                                                                                        | Nominada  | [ 80 ] |
| 2022 | Premios de la Crítica Televisiva                      | Mejor actriz en serie de drama                          | Melanie Lynskey                                                                                      | Ganadora  | [ 80 ] |
| 2022 | Critics' Choice Super Awards                          | Mejor serie de horror                                   | Yellowjackets                                                                                        | Ganadora  | [ 81 ] |
| 2022 | Critics' Choice Super Awards                          | Mejor actriz en serie de horror                         | Melanie Lynskey                                                                                      | Ganadora  | [ 81 ] |
| 2022 | Premios del Sindicato de Escritores de Estados Unidos | Mejor drama                                             | Yellowjackets                                                                                        | Nominada  | [ 82 ] |
| 2022 | Premios del Sindicato de Escritores de Estados Unidos | Mejor nueva serie                                       | Yellowjackets                                                                                        | Nominada  | [ 82 ] |
| 2022 | GLAAD Media Awards                                    | Mejor nueva serie de televisión                         | Yellowjackets                                                                                        | Nominada  | [ 83 ] |
| 2022 | Premios TCA                                           | Programa del año                                        | Yellowjackets                                                                                        | Nominada  | [ 84 ] |
| 2022 | Premios TCA                                           | Mejor programa nuevo                                    | Yellowjackets                                                                                        | Nominada  | [ 84 ] |
| 2022 | Premios TCA                                           | Mejor drama                                             | Yellowjackets                                                                                        | Nominada  | [ 84 ] |
| 2022 | Premios TCA                                           | Logro individual en drama                               | Melanie Lynskey                                                                                      | Nominada  | [ 84 ] |
| 2022 | Premios Primetime Emmy                                | Mejor serie dramática                                   | Yellowjackets                                                                                        | Nominada  | [ 85 ] |
| 2022 | Premios Primetime Emmy                                | Mejor actriz - Serie dramática                          | Melanie Lynskey                                                                                      | Nominada  | [ 85 ] |
| 2022 | Premios Primetime Emmy                                | Mejor actriz de reparto - Serie dramática               | Christina Ricci                                                                                      | Nominada  | [ 85 ] |
| 2022 | Premios Primetime Emmy                                | Mejor dirección - Serie dramática                       | Karyn Kusama (por "Pilot")                                                                           | Nominada  | [ 85 ] |
| 2022 | Premios Primetime Emmy                                | Mejor guion - Serie dramática                           | Ashley Lyle y Bart Nickerson (por "Pilot")                                                           | Nominados | [ 85 ] |
| 2022 | Premios Primetime Emmy                                | Mejor guion - Serie dramática                           | Ashley Lyle, Jonathan Lisco y Bart Nickerson (por "F Sharp")                                         | Nominados | [ 85 ] |
| 2022 | Premios Primetime Emmy                                | Mejor casting - Serie dramática                         | Junie Lowry Johnson, Libby Goldstein, Corinne Clark y Jennifer Pag                                   | Nominadas | [ 85 ] |
| 2023 | Premios del Sindicato de Escritores                   | Mejor serie dramática                                   | Yellowjackets                                                                                        | Nominada  | [ 86 ] |
| 2023 | Premios TCA                                           | Mejor drama                                             | Yellowjackets                                                                                        | Nominada  | [ 87 ] |
| 2023 | Premios Primetime Emmy                                | Mejor serie dramática                                   | Yellowjackets                                                                                        | Nominada  | [ 88 ] |
| 2023 | Premios Primetime Emmy                                | Mejor actriz - Serie dramática                          | Melanie Lynskey                                                                                      | Nominada  | [ 88 ] |
| 2023 | Premios Primetime Emmy                                | Mejor casting - Serie dramática                         | Lowry Johnson, Libby Goldstein, Corinne Clark y Jennifer Page                                        | Nominada  | [ 88 ] |
| 2024 | Premios de la Crítica Televisiva                      | Mejor actriz de reparto en serie de drama               | Christina Ricci                                                                                      | Nominada  | [ 89 ] |
| 2024 | Premios Globos de Oro                                 | Mejor actriz de reparto de serie, miniserie o telefilme | Christina Ricci                                                                                      | Nominada  | [ 90 ] |
| 2024 | Critics' Choice Super Awards                          | Mejor serie de horror                                   | Yellowjackets                                                                                        | Nominada  | [ 91 ] |
| 2024 | Critics' Choice Super Awards                          | Mejor actriz en serie de horror                         | Melanie Lynskey                                                                                      | Nominada  | [ 91 ] |
| 2024 | Premios Artios                                        | Mejor casting – Serie de televisión Dramática           | Junie Lowry Johnson, Libby Goldstein, Corinne Clark, Jennifer Page, Josh Ropiequet, Rebecca Davidson | Nominada  | [ 92 ] |
| 2024 | GLAAD Media Awards                                    | Mejor serie de televisión – drama                       | Yellowjackets                                                                                        | Ganadora  | [ 93 ] |